# Cryptocephalus carinthiacus
Cryptocephalus carinthiacus – gatunek z rzędu chrząszczy z rodziny stonkowatych. Gatunek po raz pierwszy został naukowo opisany w 1884 roku przez Suffriana.